# Pancerniki typu Royal Sovereign (1889)
Pancerniki typu Royal Sovereign – seria ośmiu brytyjskich pancerników  (przeddrednotów), zbudowanych na początku lat. 90. XIX wieku.
W skład serii wchodziło siedem okrętów, w których działa artylerii głównej były umieszczone w barbetach: „Royal Sovereign”, „Empress of India”, „Repulse”, „Ramillies”, „Resolution”, „Revenge” i „Royal Oak”. Ósmy okręt – „Hood” miał artylerię główną umieszczoną w wieżach.
W momencie wybudowania były to najsilniejsze pancerniki na świecie. Tylko jeden z nich – „Revenge” – wziął udział w walkach I wojny światowej.
Pancerniki typu Royal Sovereign zostały wybudowane na podstawie Naval Defense Act z 1889 roku, który zapewnił 21 milionów funtów na rozbudowę floty.

## Opis konstrukcji
Pancerniki typu Royal Sovereign zaprojektował William Henry White. Były to okręty wyraźnie większe od ich poprzedników. „Royal Sovereign” był w chwili oddania do użytku największym okrętem wojennym na świecie. Górował nad innymi pancernikami także szybkością. Dla pancerników typu Royal Sovereign przewidywano początkowo uzbrojenie w działa kal. 356 mm, ale z powodu obaw, czy zostaną one wykonane na czas, zdecydowano się na kaliber 343 mm. Średnia artyleria kalibru 152 mm składała się z pojedynczych dział umieszczonych na dwóch pokładach.
Siedem pancerników, które zostały wyposażone w barbety, miały w związku z tym stosunkowo wysoką wolną burtę, natomiast „Hood”, który miał wieże artyleryjskie starego typu, miał niższą wolną burtę. Porównanie zachowania się tych okrętów na morzu pokazało, że „Hood” miał trudności na wzburzonym morzu i nie mógł utrzymać prędkości podobnej do pozostałych pancerników typu Royal Sovereign.

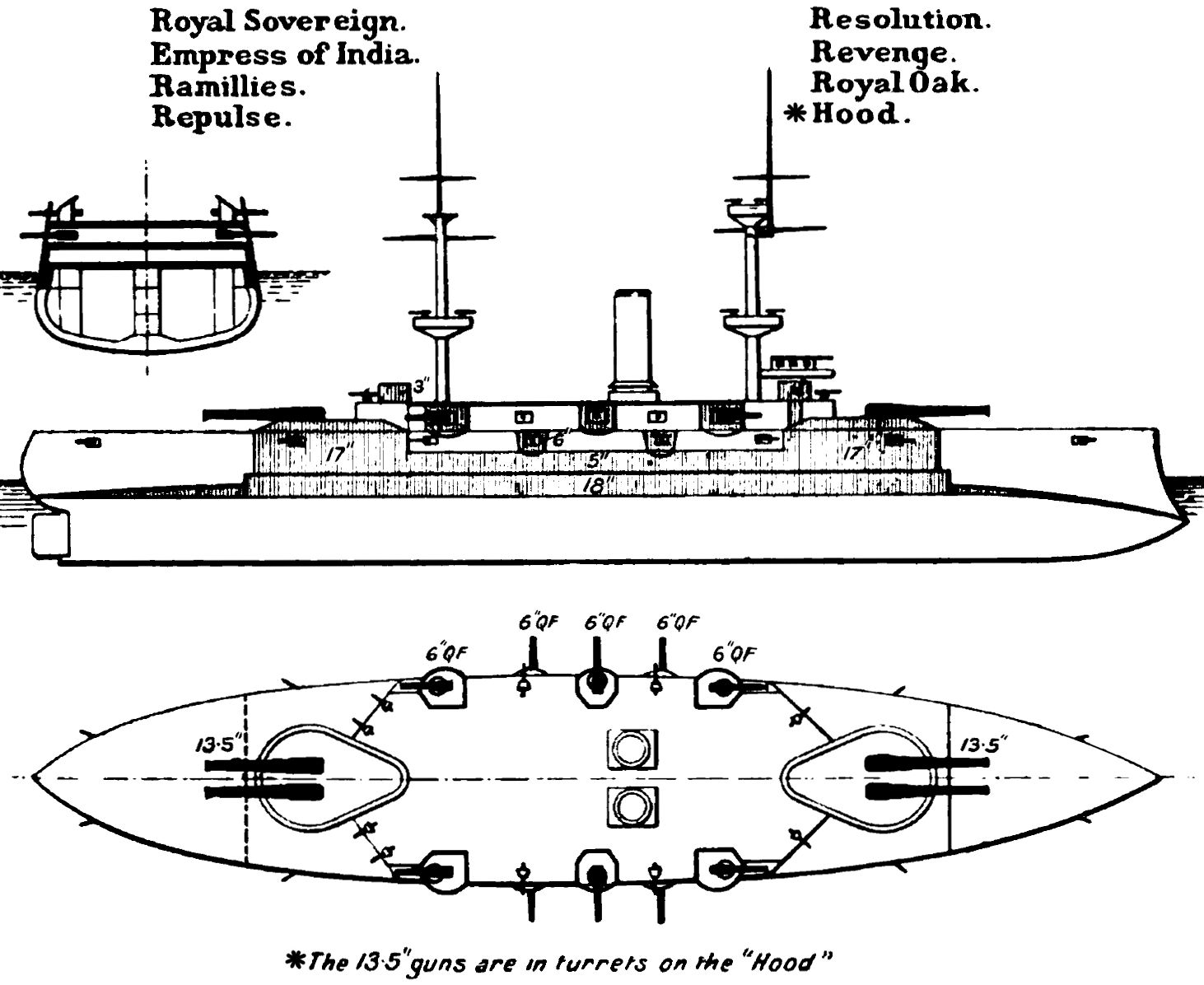
Wygląd okrętów typu Royal Sovereign w almanachu Brasseys z 1906 r.)

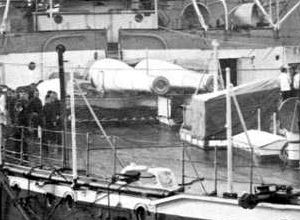
Rufowa barbeta dział 343 mm na „Empress of India”

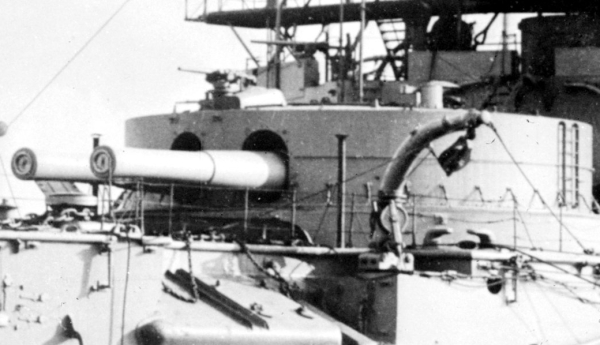
Dziobowa wieża dział 343 mm na „Hood”

Okręty były potężnie opancerzone. Na burcie pancerz miał 457 mm grubości, który zmniejszał się do 356 mm na dziobie i rufie. Wyższe partie nosiły pancerz od 102 mm do 76 mm.
Pancerniki miały tendencję do nadmiernego kołysania się przy wzburzonym morzu, co zostało skorygowane przez zamontowanie stępki przechyłowej w latach 1894-1895.
W latach 1903–1904 okręty przeszły modernizację, podczas której zostały usunięte nawodne wyrzutnie torpedowe, a działa 152 mm na górnym pokładzie zostały umieszczone w kazamatach. Wyjątkiem był „Hood”, na którym zdjęto działa 152 mm z pokładu górnego w 1904 roku.

## Służba w skrócie
Więcej w artykułach o poszczególnych okrętach
Okręty tego typu weszły do służby w latach 1891–1894 i brały udział w pokojowej służbie Royal Navy. Służyły głównie na wodach terytorialnych Wielkiej Brytanii, choć wiele z nich stacjonowało przez pewien czas na Morzu Śródziemnym. Od 1905 roku były w rezerwie. Większość z nich została złomowana w latach 1913-1914. „Revenge” wziął udział ostrzeliwaniu Belgii podczas I wojny światowej, a „Hood” został zatopiony w 1914 roku jako okręt blokadowy.
HMS „Royal Sovereign” służył we Flocie Kanału (1892-1897), Flocie Śródziemnomorskiej (1897-1902), Home Fleet (1902-1905), ponownie we Flocie Kanału (1905-1907). W 1907 roku odstawiony do rezerwy. Złomowany w roku 1913.
HMS „Hood” służył we Flocie Śródziemnomorskiej (1893-1902) i Home Fleet (1902-1904). W 1905 roku odstawiony do rezerwy. Zatopiony w 1914 roku jako okręt blokadowy w porcie Portland.
HMS „Empress of India” miał pierwotnie nosić nazwę HMS „Renown”. Służył we Flocie Kanału (1893-1897), Flocie Śródziemnomorskiej (1897-1901), Home Fleet (1902-1905), Flocie Rezerwowej (1905-1907) i ponownie w Home Fleet (1907-1912). Zatopiony w 1913 roku jako okręt-cel.
HMS „Ramillies” służył we Flocie Śródziemnomorskiej (1893-1903), Flocie Rezerwowej (1903-1907) i w Home Fleet (1907-1911). Złomowany w 1913 roku.
HMS „Repulse” służył we Flocie Kanału (1894-1902), Flocie Śródziemnomorskiej (1902-1903), Flocie Rezerwowej (1905-1907), a później w formacjach rezerwowych. Złomowany w 1911 roku.
HMS „Resolution” służył we Flocie Kanału (1893-1901), a później w formacjach rezerwowych. Złomowany w 1914 roku.
HMS „Revenge” służył w lotnej eskadrze w roku 1896, we Flocie Śródziemnomorskiej (1896-1900), Home Fleet (1902-1905) i Flocie Kanału (1905), a później w formacjach rezerwowych. W 1914 i 1915 roku wziął udział w ostrzeliwaniu wybrzeża Belgii. W 1915 roku przemianowany na HMS „Redoubtable”. Złomowany w roku 1919.
HMS „Royal Oak” służył w lotnej eskadrze w roku 1896, we Flocie Śródziemnomorskiej (1897-1902), Home Fleet (1903-1905), Flocie Rezerwowej (1905-1907) i ponownie w Home Fleet (1907-1911). Złomowany w 1914 roku.